# Elsie Maurer
Elsie Maurer (* 1938, nach anderen, jedoch nicht gesicherten Quellen 1940, in Berlin) ist eine deutsche Opernsängerin mit der Stimmlage Mezzosopran.

## Leben
Maurer erhielt 1963 ihr erstes Engagement am Stadttheater Aachen; dort blieb sie für eine Spielzeit. Von 1964 bis 1967 war sie am Stadttheater Pforzheim engagiert; anschließend in der Spielzeit 1967/68 am Opernhaus Essen.
1968 wechselte sie an die Oper Frankfurt, wo sie bis zum Ende der Spielzeit 1999/00 festes Ensemblemitglied war. Maurer sang dort im Laufe ihrer Karriere die lyrisch-dramatischen Mezzosopran-Partien; später übernahm sie auch zahlreiche kleinere Partien und Charakterrollen. In ihrer ersten Spielzeit in Frankfurt sang sie dort im November 1968 den Prinzen Orlofsky in der Operette Die Fledermaus; ihr Partner war Cesare Curzi als Eisenstein. Im Dezember 1968 folgte erstmals die Marcellina in Mozarts Oper Le nozze di Figaro.
Sie sang an der Oper Frankfurt in der Folgezeit unter anderem auch die Mary in Der Fliegende Holländer, die Meg Page in Verdis Falstaff, die Mamma Lucia in Cavalleria rusticana, die Olga in Eugen Onegin, die Marianne Leitmetzerin in Der Rosenkavalier und die Berta in Der Barbier von Sevilla. Die Mamma Lucia sang sie im Juni 1976 in einer Galavorstellung in Frankfurt auch an der Seite von Martina Arroyo. In der Spielzeit 1991/92 übernahm sie an der Oper Frankfurt die Rolle der Annina in einer La Traviata-Neuinszenierung von Axel Corti. 1998 sang in der Wiederaufnahme der Oper Der Barbier von Sevilla noch einmal die Rolle der Berta. Zu Maurers letzten Rollen an der Oper Frankfurt gehörte unter anderem die kleine, aber dramaturgisch nicht unwichtige Rolle der Gesellschafterin Giovanna in Verdis Oper Rigoletto, die sie auch noch im April 2000 in ihrer letzten offiziellen Spielzeit an der Oper Frankfurt sang.
Zu Maurers weiteren Rollen, die sie schwerpunktmäßig bei Gastspielen außerhalb Frankfurts sang, gehörten: Ortrud in Lohengrin, Amneris in Aida, Magdalene in Die Meistersinger von Nürnberg, Herodias in Salome, Preziosilla in Die Macht des Schicksals und die Gräfin Geschwitz in Lulu. Maurer galt auch als Spezialistin für die Interpretation zeitgenössischer Musik; sie übernahm mehrfach die Rolle der Mutter des Stolzius in der Oper Die Soldaten. Mit dieser Rolle gastierte sie mit dem Ensemble der Oper Frankfurt 1983 auch bei den Wiener Festwochen. 1988/89 sang sie diese Partie auch am Staatstheater Stuttgart und bei anschließenden Gastspielen in Moskau und Leningrad.
Im Januar 1981 gastierte sie mit dem Ensemble der Oper Frankfurter am Theater im Pfalzbau in Ludwigshafen; in Mozarts Oper Die Hochzeit des Figaro war sie die „ihre weibliche[n] Reize mühsam verbergende altjüngerlich mimende Marzelline“. In der Spielzeit 1981/82 gab sie am Städtebundtheater Hof als Fidelio-Leonore ihr „erstaunlich sicheres, mit dramatischer kraft und lyrischem Herz gestaltetes Rollendebüt“. 1983 sang sie im Ring-Zyklus am Badischen Staatstheater Karlsruhe die Brünnhilde in Die Walküre.
In der Spielzeit 1985/86 sang sie am Landestheater Detmold die Isolde in einer Neuinszenierung von Tristan und Isolde. Im Dezember 1985 sang sie die Isolde am Landestheater Detmold auch in einer Galavorstellung mit Spas Wenkoff als Partner. In der Spielzeit 1985/86 gastierte sie auch an der Deutschen Oper am Rhein in Duisburg als Milas Mutter in der Oper Schicksal von Leoš Janáček. In der Spielzeit 1985/86 übernahm sie außerdem am Pfalztheater Kaiserslautern die Rolle der Witwe Leokadja Begbick in Aufstieg und Fall der Stadt Mahagonny.
Sie trat auch am Staatstheater Braunschweig, am Staatstheater Oldenburg und am Opernhaus Nürnberg (1990/91, als Azucena in Il trovatore) auf. Auslandsgastspiele erfolgten unter anderem am Gran Teatre del Liceu (1969, als Gräfin Geschwitz), am Teatro Verdi (1971, als Gräfin Geschwitz) und an der Wiener Staatsoper (1976, als Glascha in Katja Kabanowa).
Maurer trat mit einem umfangreichen Repertoire auch als Konzertsängerin hervor. Im Juni 1984 war sie als Sängerin in der Fernsehshow Einer wird gewinnen zu Gast.